# Lonchodes bobaiensis
Lonchodes bobaiensis är en insektsart som först beskrevs av Chen, S.C. 1986.  Lonchodes bobaiensis ingår i släktet Lonchodes och familjen Phasmatidae. Inga underarter finns listade i Catalogue of Life.